# 수목장 (영화)
"수목장"은 2012년에 개봉한 대한민국의 영화이다. 2012년 8월 17일 금요일 밤 11시에 MBN을 통해 방영되다가  11월 15일에 극장에서 상영되었다.

## 캐스팅
- 이영아 : 청아 역
- 온주완 : 정훈 역
- 박수진 : 지효 역
- 연제욱 : 한기 역
- 김소숙 : 청아 모 역
- 송시연 : 혜린 역
- 임형태 : 할아버지 귀신 역
- 조선묵 : 녹지사업부장 역
- 차명욱 : 진구 역
- 박진택 : 교도관 역
- 최익준 : 신부 역
- 변수미 : 여고생 귀신 역
- 김해은 : 꿈속귀신 역
- 권영철 : 정훈 부 역
- 조미조 : 정훈 모 역
- 이영원 : 어린 정훈 역
- 고원희 : 어린 청아 역
- 진주형 : 어린 정훈 역
- 김해주 : 어린 한기 역
- 정성일 : 남학생 1 역
- 이찬호 : 남학생 2 역
- 최용호 : 정신병자 1 역
- 이현웅 : 정신병자 2 역
- 김원훈 : 정신병자 3 역
- 정아름 : 귀신인부 1 역
- 배영한 : 귀신인부 2 역
- 배수환 : 연구원 역
- 나윤성 : 의사 역
- 황준원 : 간호사 역
- 이지영 : 웨딩샵직원 1 역
- 김보궁 : 웨딩샵직원 2 역
- 이재혜 : 한복집 주인 역
- 이경임 : 과거 학생들 역
- 박성준 : 과거 학생들 역
- 손소영 : 과거 학생들 역
- 정지원 : 과거 학생들 역
- 반소명 : 과거 학생들 역
- 홍다혜 : 과거 학생들 역
- 김승윤 : 과거 학생들 역
- 최민지 : 과거 학생들 역
- 서덕민 : 과거 학생들 역
- 권영민 : 과거 학생들 역
- 김영준 : 과거 학생들 역
- 이정웅 : 과거 학생들 역
- 류현경 : 과거 학생들 역
- 주경선 : 과거 학생들 역
- 하지은 : 과거 학생들 역
- 홍정연 : 과거 학생들 역
- 이승호 : 과거 학생들 역
- 박예리 : 과거 학생들 역
- 고재윤 : 행인들 역
- 박정호 : 행인들 역
- 유성재 : 행인들 역
- 이나영 : 행인들 역
- 이원호 : 행인들 역
- 백성배 : 행인들 역